# Магистраль (выставка)

Логотип Магистраль

Магистраль — международная выставка транспорта, транспортной техники, проходящая раз в два года в городе Нижнем Тагиле на полигоне «Старатель» Нижнетагильского института испытания металлов (НТИИМ) с 2007 года.
Уральский транспортный салон «Магистраль» ориентирован на показ новейшей продукции предприятий транспортного машиностроения Уральского федерального округа среди потребителей автомобильной, железнодорожной, специальной и дорожно-строительной техники в России и странах ближнего зарубежья. На выставке можно ознакомиться со всеми последними достижениями российской транспортной отрасли. Особенно широко представлена продукция нижнетагильских предприятий «Уралвагонзавод» и «Нижнетагильский металлургический комбинат».
Первая выставка началась 6 сентября 2007 года, последняя была 4 сентября 2014 года.

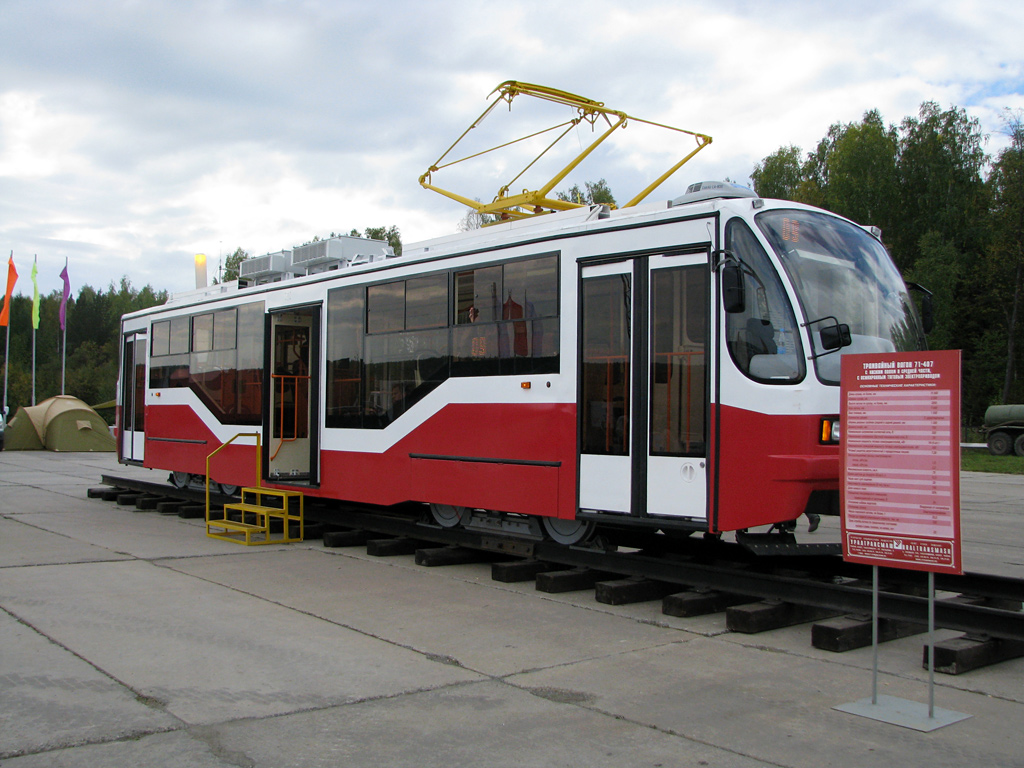
Новый трамвай 71-407 на «Магистрали»